# Метависмутат натрия
Висмутат натрия — неорганическое соединение, соль металла натрия и несуществующей метависмутовой кислоты с формулой NaBiO3, жёлтые кристаллы, не растворимые в холодной воде, разлагаются в горячей. Может рассматриваться как смешанный оксид Na2O•Bi2O5.

## Получение
- Окисление в щелочной среде оксида висмута или нитрата висмута:

{\displaystyle {\mathsf {2Bi_{2}O_{3}+2Na_{2}O_{2}+O_{2}\ {\xrightarrow {450-600^{o}C}}\ 4NaBiO_{3}}}}
{\displaystyle {\mathsf {Bi_{2}O_{3}+2Na_{2}O_{2}+2NaOH\ {\xrightarrow {400-500^{o}C}}\ 2Na_{3}BiO_{4}+H_{2}O}}}
{\displaystyle {\mathsf {2Bi(NO_{3})_{3}+2Na_{2}O_{2}+4NaOH\ {\xrightarrow {600^{o}C}}\ 2NaBiO_{3}+6NaNO_{2}+3O_{2}+2H_{2}O}}}

## Физические свойства
Висмутат натрия образует жёлтые кристаллы, нерастворимые в воде.

## Химические свойства
- Реагирует с концентрированными кислотами:

{\displaystyle {\mathsf {NaBiO_{3}+6HCl\ {\xrightarrow {0^{o}C}}\ Na[BiCl_{4}]+Cl_{2}\uparrow +3H_{2}O}}}
{\displaystyle {\mathsf {2NaBiO_{3}+2HNO_{3}+(n-1)H_{2}O\ {\xrightarrow {0^{o}C}}\ Bi_{2}O_{5}\cdot nH_{2}O+2NaNO_{3}}}}
{\displaystyle {\mathsf {4NaBiO_{3}+4HNO_{3}\ {\xrightarrow {100^{o}C}}\ 2Bi_{2}O_{4}+4NaNO_{3}+O_{2}\uparrow +2H_{2}O}}}
- Медленно реагирует с щелочами с образованием ортовисмутатов:

{\displaystyle {\mathsf {NaBiO_{3}+2NaOH\ {\xrightarrow {100^{o}C}}\ Na_{3}BiO_{4}+H_{2}O}}}